# 伯肯黑德

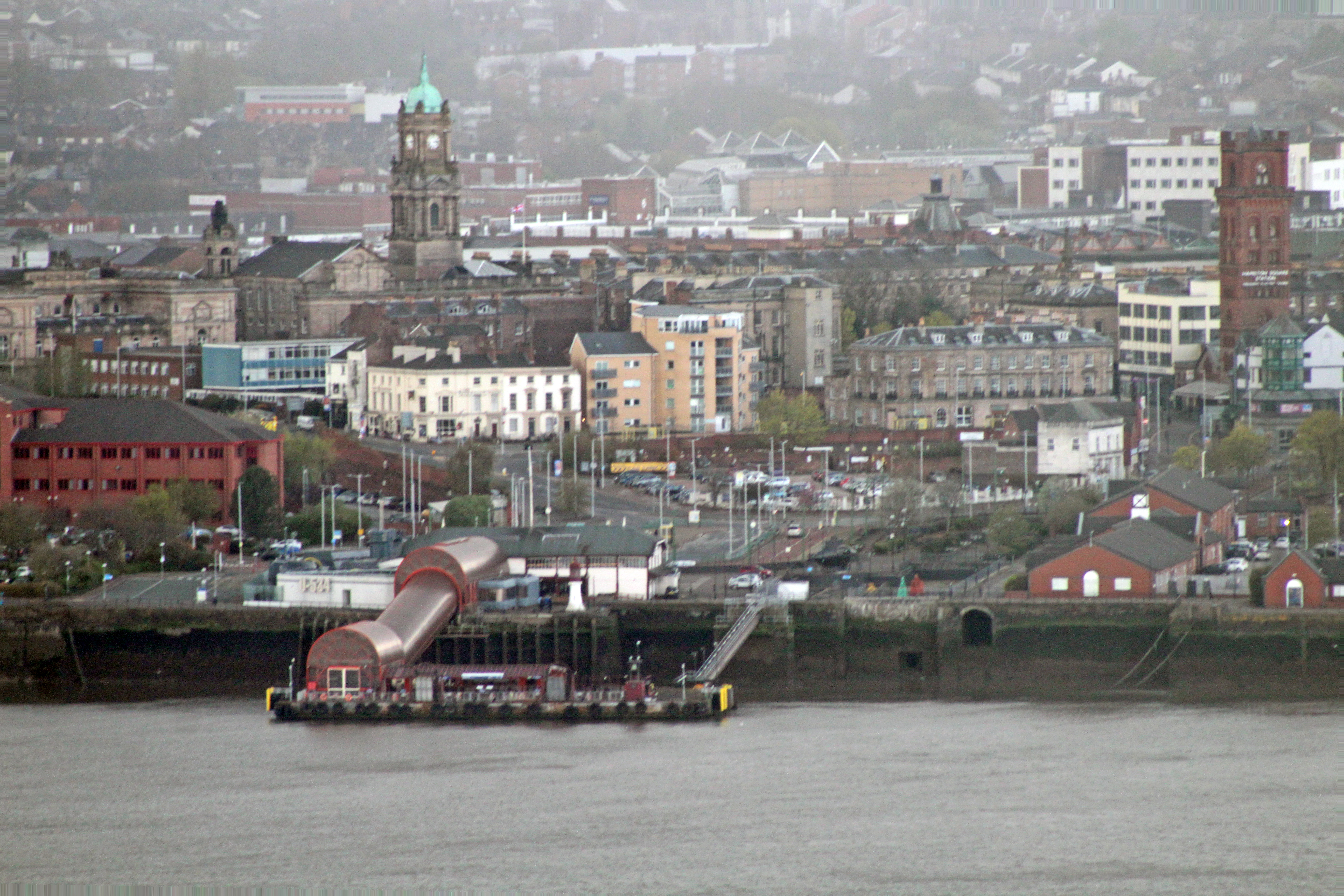

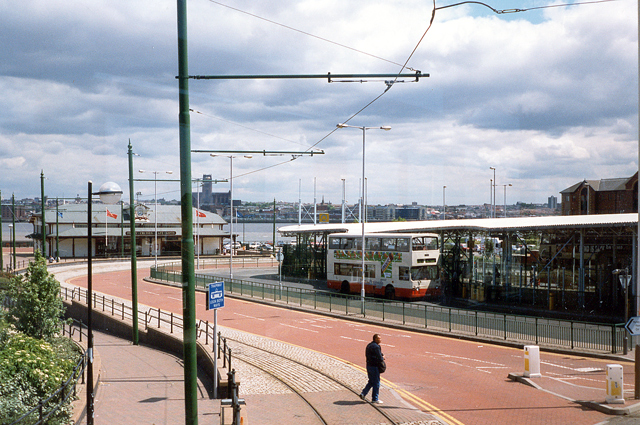

伯肯黑德（Birkenhead，/ˌbɜːrkənˈhɛd/）是英格蘭默西賽德郡的一個城市，在歷史上屬於柴郡，位於默西河西岸，利物浦的對岸。據2001年英國人口普查，伯肯黑德有人口83,729人。伯肯黑德公園是英國第一個公園。